# Stellifer ericymba
Stellifer ericymba är en fiskart som först beskrevs av Jordan och Gilbert 1882.  Stellifer ericymba ingår i släktet Stellifer och familjen havsgösfiskar. IUCN kategoriserar arten globalt som livskraftig. Inga underarter finns listade i Catalogue of Life.